# الوطن (جريدة بحرينية)
صحيفة الوطن هي صحيفة يومية باللغة العربية تصدر في المنامة عاصمة مملكة البحرين.

## التاريخ والسيرة
أطلقت صحيفة الوطن في 10 ديسمبر 2005. ناشر الصحيفة هي شركة الوطن للنشر والتوزيع الشركة. ويقع مقر الصحيفة في المنامة.
الطبعة الإلكترونية للصحيفة تعتبر الموقع 46 الأكثر زيارة في عام 2010 في منطقة الشرق الأوسط وشمال أفريقيا.

## المحتوى والموقف السياسي
الصحيفة لديها ملاحق اقتصادية ورياضية.